# Marta Vannucci
Marta Vannucci (Florença, 10 de maio de 1921 – São Paulo, 15 de janeiro de 2021) foi uma bióloga, pesquisadora e professora universitária brasileira.
Primeira mulher membro-titular da Academia Brasileira de Ciências, grande oficial da Ordem Nacional do Mérito Científico, especialista em manguezais no Instituto Oceanográfico da USP, Vannuci é uma das precursoras da oceanografia no Brasil.

## Biografia
Marta nasceu na Itália, em 1921, e ainda menina emigrou com a família, em 1927. Seu pai era livre-docente da Universidade de Pádua e da Universidade de Florença, médico e cirurgião de formação, de uma família rica e tradicional. Com a ascensão do fascismo na Itália, a família Vannucci precisou deixar o país e vir para o Brasil. Ela teve contato com muitos cientistas e intelectuais brasileiros devido às amizades do pai, que era cirurgião no Hospital Matarazzo. Ele faleceu em 1937 devido à uma infecção contraída em uma cirurgia.
| “ | Se meu pai tivesse vivido, eu provavelmente teria ido fazer medicina e trabalhado com ele. Quem realmente formou minha alma de cientista foi meu pai. | ” |

Cursou o ensino fundamental no Colégio Dante Alighieri, em São Paulo. Em seguida, ingressou na Faculdade de Filosofia, Ciências e Letras da Universidade de São Paulo. Aos 25 anos, em 1944, defendeu seu doutorado sob a orientação de Ernest Marcus, zoólogo famoso, professor do Departamento de Zoologia, tendo sido sua assistente de 1944 a 1950.

## Carreira
Depois da defesa e de começar a trabalhar com o professor Marcus, Marta foi convidada a fazer parte do ainda em formação Instituto Paulista de Oceanografia, que viria a se tornar o Instituto Oceanográfico da USP. O professor Wladimir Besnard, então diretor do instituto, concentrava seus estudos na região de Cananeia, rica em mangues, por não terem um navio à disposição para estudos em alto mar, o que deu a Marta a oportunidade de se especializar em ecossistema de mangues.
Em 1956, Marta ganhou uma bolsa, concedida pela UNESCO, para conduzir pesquisas na Estação de Biologia Marinha de Millport, na Escócia, visitando importantes centros de pesquisa do país.
Nos anos 1960, já diretora do Instituto Oceanográfico, negociou a compra e acompanhou a construção do navio de pesquisas Professor Wladimir Besnard, hoje ancorado no Porto de Santos aguardando uma decisão da universidade e dedicou-se ao estudo do plâncton.
Em 1969, foi trabalhar pela UNESCO, no Instituto Oceanográfico da Índia, onde permaneceu até 1971, sempre estudando plâncton, partindo depois para o México, de 1972 a 1974, voltando para a Índia para dirigir um projeto de estudo de manguezais. Em pouco tempo, Marta tornou-se uma autoridade mundial em manguezais, com mais de 100 trabalhos científicos publicados.

### Instituto Oceanográfico
Marta e Besnard desenvolveram uma importante relação de trabalho para o desenvolvimento das ciências oceanográficas no país. Os dois acreditavam que o Instituto Paulista de Oceanografia não deveria ser restrito à pesca científica, mas sim tornar-se um centro de pesquisa de ciências do mar. Na época, o instituto estava subordinado à Divisão de Proteção e Produção de Peixes e Animais Silvestres do Departamento de Produção Animal, da Secretaria de Agricultura. Assim, os dois encontraram-se com o então reitor da USP, professor Jose de Mello Moraes, para solicitar que o Instituto Paulista de Oceanografia fosse incorporado à universidade, o que aconteceu em nove meses, por meio da Lei n.1.310, de 04/12/1951 (a mesma lei que criou o CNPq) com a denominação de Instituto Oceanográfico, passando a ser uma unidade de pesquisa da USP.

## Aposentadoria e legado
Marta aposentou-se da universidade e da UNESCO. Casou-se duas vezes e teve dois filhos, Érico e Dino.
Separada de seu primeiro marido, Marta teve dificuldades para conciliar a vida de mãe e cientista, contando com a ajuda dos sogros do segundo casamento. Desde 1988, Marta patrocina, junto do CNPq e da Sociedade Brasileira para o Progresso da Ciência (SBPC), um prêmio em memória do seu filho Érico Vannucci Mendes. O prêmio tem como objetivo a preservação da memória nacional. Érico foi preso na época da ditadura e faleceu em 13 de setembro de 1986, aos 42 anos.

## Morte
Marta morreu em 15 de janeiro de 2021, aos 99 anos, em São Paulo.